# Autopůjčovna

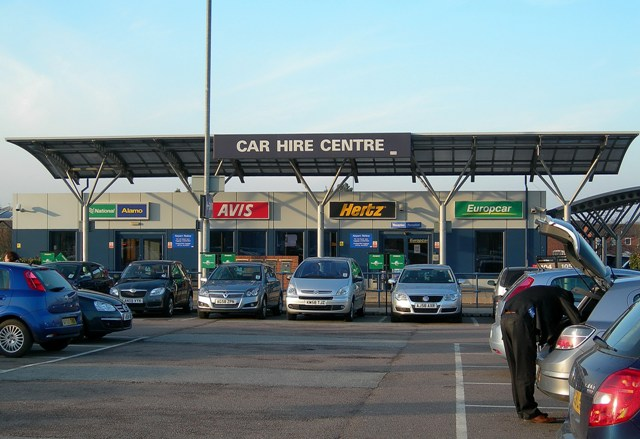
Půjčovna automobilů v Lutonu (Anglie)

Autopůjčovna je podnik, který za úplatu nabízí zapůjčení osobních nebo nákladních automobilů. Automobil je možné si půjčit na krátkou dobu (obvykle od 1 dne) i je možné využít dlouhodobý pronájem na několik týdnů i měsíců. Autopůjčovny obvykle nabízí výběr vozidel různých tříd a značek – od ekonomických modelů až po luxusní auta a dokonce i speciální vozidla jako jsou dodávky či kabriolety. Autopůjčovny nabízí automobily pro zákazníky, kterým se nevyplatí vlastnit svůj vůz, anebo kteří svůj vůz nemohou v dané situaci použít.
Kromě zapůjčení vozidla nabízejí autopůjčovny také obvykle další produkty, mezi ně nejčastější patří pojištění, navigační systémy (GPS), dětské sedačky, neomezené kilometry.
Moderní formou, tzv. chytrou autopůjčovnou je sdílení aut neboli carsharing. Ten umožňuje zapůjčení aut dostupných volně v ulicích měst pomocí mobilní aplikace. Nejstarším českým carsharingem je společnost Autonapůl.

## Historie

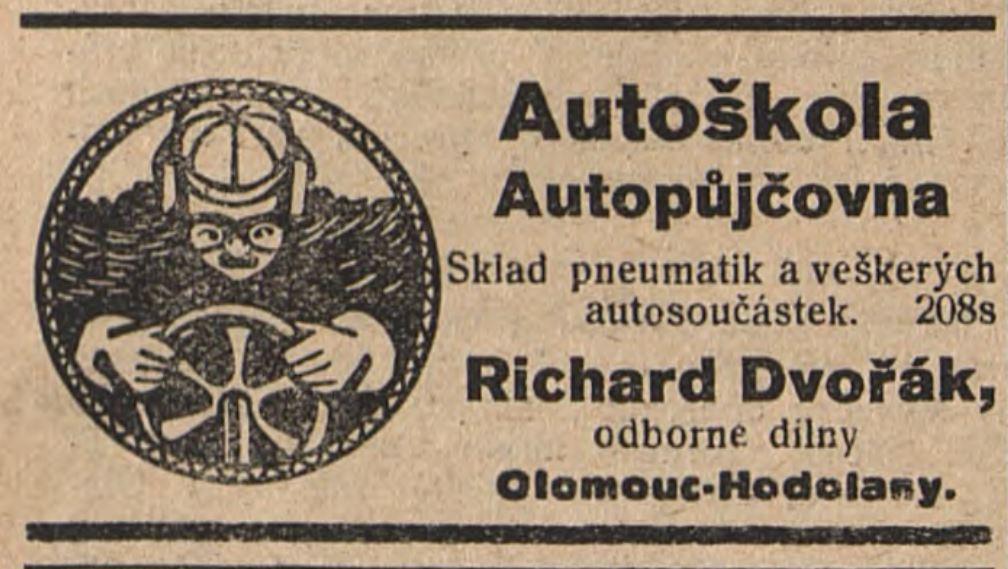
Inzerát autoškoly a autopůjčovny v Olomouci (1924)

Nejstarší známý příklad automobilů nabízených k pronájmu se datuje do roku 1906. Německá společnost Sixt byla založena roku 1912 jako Sixt Autofahrten und Selbstfahrer. 

### Česko
Brněnská firma Ludwig Oesterreicher uváděla půjčování automobilů jako svou činnost od roku 1908. V meziválečném období se síť autopůjčoven rozšířila, působily autopůjčovny např. v Olomouci (1924), Praze-Michli (1932) či v Praze-Královských Vinohradech (1933).
V období po druhé světové válce se během komunistického režimu koncentrovaly půjčovny aut v českých zemích do Prahy a Brna. Pražská autopůjčovna Pragocar, vzniklá roku 1958, byla součástí Dopravního podniku hl. m. Prahy, kde byla od roku 1968 samostatným závodem. V roce 1988 byl pražským národním výborem zřízen samostatný státní podnik Pragocar, který po sametové revoluci vstoupil roku 1993 do likvidace. V Brně fungovala v rámci podniku Služby města Brna půjčovna Brnocar. Již po sametové revoluci byl brněnským národním výborem zřízen samostatný státní podnik Brnocar, který fungoval do roku 1997. Kolem roku 1970 provozovala půjčovnu motorových vozidel také cestovní kancelář Rekrea ve spolupráci se zahraniční společností Herz.